# Giovanni Manurita
Giovanni Manurita (Tempio Pausania, 1 d'agost de 1895 - Roma, 21 de febrer de 1984) va ser un tenor i actor italià.
Va rebre formació de la mà d'Alfredo Martino a Roma. La seva carrera va començar a guanyar notorietat el 1922, quan va debutar al Teatro Costanzi de Roma interpretant el paper d'Ernesto a Don Pasquale. El 1924 va participar en l'estrena de l'òpera Giocondo ed il suo Re de Carlo Jachino al Teatro Dal Verme de Milà. Durant els següents 25 anys, va ser un habitual en els escenaris operístics d'Itàlia, destacant-se en diverses ciutats. També va fer actuacions especials a Varsòvia, Amsterdam i Copenhaguen. Entre els seus rols més destacats es troben Almaviva, Ernesto, Nemorino, Duc, Rodolfo i Don Ottavio. A partir de 1945, va experimentar un canvi de repertori, deixant el bel canto per endinsar-se en el repertori dramàtic, on va conquerir al seu públic amb papers com Don José, Manrico, Maurizio, Loris, Canio, entre altres. A més de la seva carrera operística, va participar en diverses pel·lícules. Després de la seva retirada el 1950, va dedicar-se a la docència, ensenyant cant a l'Accademia di Santa Cecilia a Roma. La seva filla, Maria di Giovanni, va seguir els seus passos i va tenir una destacada carrera com a soprano.
La Temporada 1929-1930 va cantar al Gran Teatre del Liceu de Barcelona.